# ゼンジー・一億
ゼンジー・一億（ぜんじー・いちおく）は、奇術師の名跡。当代は3代目に当たる。
- 初代ゼンジー・一億 - 後の初代平和まもる。
- 2代目 ゼンジー・一億 - 後の北京一。

3代目ゼンジー・一億（ぜんじー・いちおく、1952年6月20日 - ）は大阪府出身のタレント、手品師。本名は西山 秀一。大阪商業大学高等学校卒業、英知大学中退。

## 来歴・人物
1971年にゼンジー北京に入門。1975年に新世界にあった新花月にて初舞台。
1994年9月、元「青芝金太・紋太」の青芝紋太とコンビ「紋太・一億」を結成。約12年間の活動の末、2005年10月に解散。
以降、ピン芸人「ゼンジー・一億」として、角座を中心に、大阪弁とオネエ言葉の毒舌を織り交ぜながらのコメディマジックを披露していた。TENGEKI等松竹芸能の劇場にも上がっている。
「北秀一」の芸名で活動していた時期があった。
2009年、ゼンジー北京から破門され、同年10月に当時の所属事務所からも契約を解除される。
現在は、アリババという名で活動中。